# کامراتا پیچنا
کامراتا پیچنا (به ایتالیایی: Camerata Picena) یک کومونه در ایتالیا است که در استان آنکونا واقع شده‌است.

## خصوصیات
کامراتا پیچنا ۱۱٫۶ کیلومترمربع مساحت و ۲٬۲۳۹ نفر جمعیت دارد.